# 香港中学文憑
香港中学文憑（ホンコンちゅうがくもんひょう）は、香港で2012年から始まった公開の学力試験である。

## 導入
香港の教育改革により、2009年9月から中学4年生に進級する生徒は、新制の三三四学制となる。そのため、新制の最初の生徒は、2011年の9月に6年生に進級する予定、2012年の4月、5月ごろ、新設の香港中学文憑という公開の試験の最初の受験生となる。

## 制度
この試験の結果は、JUPASまたは独自選抜などを経て、大学、または職業高等学校などに入ることになっている。
JUPAS (Joint University Programmes Admissions Systemは)、大学教育資助委員会メンバーである8所の公立大学（香港大学、香港中文大学、香港理工大学、香港城市大学、香港浸会大学、香港科技大学、香港教育大学、嶺南大学）及び他の一部の公立・私立大学の、本試験または香港高級程度会考（2012年まで）の成績を元に、学士と公営準学士(日本の高専卒（準学士）や専門士に近い)と副学士(日本の短期大学士に相当する)選抜が行われる統一システム。なお、高校受験生の大学教育資助委員会メンバー校の入学は、JUPASを経てしなければならない（外国人学校の在学者など試験不参加者は、この制限の対象外）。

## 科目
これに対する旧制の三二二三学制が、新制は新設の科目が数多くある。日本語などの外国語が新設されている。
大学入試のために、中国語、英語、数学、通識（一般教養）が必修の科目となっているが、若しくは中国語（主に広東語と北京語）を母語にしていない人は、英語以外の外国語の及格は中国語及格として扱い特例措置がある（中国語が必修となくなること）。ただし、一部大学ではその措置を認めていない、他の中国語テスト（国際中等普通教育証明書(IGCSE)の中国語試験）などの及格が必要。